# リシニン
リシニン(Ricinine)は、トウゴマ(Ricinus)に含まれる毒性アルカロイドである。リシン中毒のバイオマーカーになりうる。
殺虫剤としての効果を持つ。